# مانوئل اونوو
مانوئل اونوو (انگلیسی: Manuel Onwu؛ زادهٔ ۱۱ ژانویهٔ ۱۹۸۸) بازیکن فوتبال اهل اسپانیا است.
از باشگاه‌هایی که در آن بازی کرده‌است می‌توان به باشگاه فوتبال دینامو تفلیس، باشگاه فوتبال بنگالورو، و باشگاه فوتبال اوساسونا اشاره کرد.